# Tunay Torun
Tunay Torun (Amburgo, 21 aprile 1990) è un ex calciatore tedesco naturalizzato turco, di ruolo attaccante.

## Carriera
Dopo aver militato nel 2006 in St. Pauli e Amburgo, nel novembre del 2007 firma il suo primo contratto da professionista proprio con l'Amburgo. Esordisce in Bundesliga il 23 agosto 2008 contro il Karlsruhe.